# Strzyżów
Strzyżów Lengyelország délkeleti részén, a Kárpátaljai vajdaságban, Krakkótól 160 km-re található város. Lakossága 8600 fő (1998-as adat). A Strzyzowska-Dynowskie hegység veszi körül. A város lakótelepe a Wisłok folyó völgyében fekszik. Az óváros a város kisebb részét teszi ki, ezen halad keresztül a Krosno-Jasło-Rzeszów autópálya. Az újváros festői szép dombokon a Wisłok bal partján fekszik.
Számos sport és pihenési lehetőség van (stadion, uszoda, sípálya), fejlett a turizmus.
A város 1776-tól 1918-ig Galícia részét képezte. Címerén Mihály arkangyal és az általa legyőzött, sátánt szimbolizáló sárkány látható.

## Testvérvárosai
Kisvárda, Magyarország